# Omalium
Omalium is een geslacht van kevers uit de familie van de kortschildkevers (Staphylinidae).

## Soorten
- Omalium algarum Casey, 1885
- Omalium laeviusculum Gyllenhal, 1827
- Omalium riparium Thomson, 1857
- Omalium rugulipenne Rye, 1864